# Дансайр, Роберт
Роберт Дансайр VC (англ. Robert Dunsire; 24 ноября 1891 — 30 января 1916) — капрал Британской армии, кавалер Креста Виктории.

## Биография
Родился 24 ноября 1891 года в местечке Бакхэвен в шотландском округе Файф. Родители — Томас и Элизабет Андерсон Дансайры. До начала войны работал на угольной шахте Роузи-Пит (англ. Rosie Pit) в горнодобывающей компании Fife Coal Company, был женат на Кэтрин Питт (англ. Catherine Pitt).
На фронте с января 1915 года в составе 13-го батальона полка Королевских шотландцев (Лотианского полка). 26 сентября 1915 года в битве при Лосе, будучи рядовым, совершил подвиг, за который был награждён Крестом Виктории:

Выдающуюся храбрость проявил на высоте 70 в бою 26 сентября 1915 года рядовой Дансайр, выбравшийся из-под шквального огня и спасший раненого бойца, находившегося между огневыми позициями. Позже, когда услышали голос ещё одного человека, звавшего на помощь и находившегося слишком близко к немецким позициям, он снова выбрался, невзирая на огонь противника, и вытащил раненого. Спустя считанные мгновения немцы атаковали этот участок.
Оригинальный текст (англ.)For most conspicuous bravery on Hill 70 on 26th Sept., 1915. Pte. Dunsire went out under very heavy fire and rescued a wounded man from between the firing lines. Later, when another man considerably nearer the German lines was heard shouting for help, he crawled out again with utter disregard to the enemy's fire and carried him in also. Shortly afterwards the Germans attacked over this ground.

Дансайр дослужился до звания капрала. 30 января 1916 года он погиб в бою во французском Мазенгарбе, где и был похоронен.
Крест Виктории, которым он был награждён, является экспонатом Музея Королевских шотландцев в Эдинбургском замке.